# Месинско въстание (1672-1678)
Месинското въстание (на италиански: La rivolta antispagnola di Messina) е опит на населението на град Месина да се освободи от властта на Испания. То обхваща периода 1672 – 1678 г. и е превърнато в част от водещата се по това време Холандска война.

## Начало на бунта
Кралство Сицилия става част от испанската монархия като наследство на арагонската корона през ХV в. Испанската власт е номинална, като повечето градове имат автономия. За Месина се казва дори, че е почти независима. Там няколко аристократични семейства окупират властта и я предават по наследство. През 1663 г. испанците им дават монопола върху търговията с коприна, но развитието на този бранш във Франция с помощта на правителството води до свиване на пазарите. Това води до явни антииспански настроения. Испанският управител Луис де Охо решава да настрои средните класи в града против аристократите и така да парира протестите им. През 1672 г. започва бунт на занаятчиите и наемните работници. Те прогонват управляващите семейства, но не оспорват испанската власт. Вицекралят на Сицилия тактично оттегля де Охо, с което показва колебанието на испанците. През юли 1674 г. търговските гилдии се обединяват с патрицианските семейства и въстанието се превръща в борба против Испания.
Въстаниците бързо завземат четири от петте бойни кули на крепостта, а в последната обсаждат новия управител. С него се прибират и останките от испанския гарнизон. Тогава въстаналото население осъзнава, че перспективите пред него не са много добри и решава да се обърне за помощ към Франция – държавата, която по това време воюва с испанците. Едно пратеничество е изпратено до френския посланик в Рим, друго – при командващия френските сили в Каталония, граф дьо Вивон. Френското правителство вижда във въстанието добра възможност да отклони част от силите на Испания и се съгласява да се намеси.

## Морска война край бреговете на Сицилия
Междувременно испанските сили в Сицилия обсаждат въстаналата Месина и поставят населението в критично положение – с крайно недостатъчни хранителни запаси и муниции. Вивон изпраща малка ескадра да достави необходимото, командвана от Жан-Батист дьо Валбел. С енергични действия и седем бойни кораба Валбел си пробива път до пристанището и осигурява храна за пет седмици, след което с наличните си войници помага за изгонването на испанците от последната кула. Като цяло обаче това не подобрява особено положението и Валбел трябва да се върне за нови доставки и повече войски. Той тръгва за Месина за втори път през януари 1675 г., като този път носи предложение от Луи ХІV за превръщането на цялото Кралство Сицилия в част от Франция. Резервният план е да се обяви република под френски протекторат. На първо време обаче главният въпрос е да се отблъсне започващата испанска атака.
Испанците успяват да концентрират значителни сили, както и флот от 41 бойни кораба, от които 22 ветрохода. На 2 януари те бързо превземат част от кулите и блокират Месинския проток. Няколко дни по-късно Валбел успява да се промъкне в обсадения град, с което ги обезкуражава. Те се оттеглят от заетите позиции. Така въстаниците са спасени, но безизходицата продължава: не могат да проникнат във вътрешността на острова, а провизиите им пак рязко намаляват. Ето защо на следващия месец пристигат самият Вивон, заедно с капитан Ан дьо Турвил, в бъдеще известен френски адмирал. С това френските кораби стават 20, от които 9 линейни. В битката при Липарските острови французите надделяват и испанците се оттеглят. Впоследствие Вивон, обявил се за вицекрал на Сицилия, превзема важното пристанище Аугуста и част от вътрешността на страната.
Испания се обръща с молба към своя съюзник Обединените нидерландски провинции (Холандия) да изпратят военноморска ескадра в Средиземно море. Въпреки умората си от войната, генералните щати осигуряват 18 кораба на своя на-добър флотоводец, Михиел де Ройтер и през есента на 1675 г. той пристига в Кадис. Тук го чака разочарование, тъй като от обещаните десет кораба той открива само един, готов да го подкрепи. През януари 1676 г. той пристига край острова и открива, че французите добре са се подготвили. Те също са призовали талантлив адмирал – Абраам Дюкен и са събрали силна ескадра. Всички френски кораби са „в стил Колбер“ – по-големи и с повече оръдия от холандските. Още същия месец край остров Стромболи се разиграва решителна битка. Де Ройтер се опитва да плени конвой с товарни кораби за Месина, докато Дюкен успешно го отбранява. В следващите месеци няма открити сблъсъци, но холандците успяват да блокират Месина. На 22 април 1676 г. край Сиракуза 29 френски линейни кораба се сблъскват със същия брой холандски и испански. Испанците поемат командването на общия флот, което се оказва фатално. Дюкен печели битката, в която при това де Ройтер е тежко ранен и скоро умира. Холандците се прибират в къщи, а Испания разбира, че е загубила борбата. Скоро след това Вивон побеждава край Палермо испанската армия и превзема столицата.

## Възстановяване на испанската власт
Въпреки внушителните морски и сухопътни успехи, Луи ХІV не възнамерява да задържа Сицилия под своя власт. Той е решен да я върне, за да убеди испанците да му отстъпят териториите, които действително му трябват. В началото на 1678 г. започват преговорите в Ниймеген за край на войната. Френското правителство изтегля Вивон и го заменя с маркиз дьо Ла Фьояд. Тайната мисия на новия вицекрал е да изтегли френските войски под благовиден предлог. През март те се натоварват на корабите на Дюкен и Ла Фьояд обяснява на първенците на Месина, че отиват в Палермо. Те така и не се завръщат. С тях потеглят няколко десетки знатни семейства. „Луи ХІV получава тежки упреци, задето предприел през тази война действия без последствия и задето изоставил Месина... подир безполезни победи.“ – пише Волтер. Седмица по-късно испанците се появяват пред града и техният командир Бурнонвил обещава амнистия на въстаниците. Допуснати са без съпротива, но разправата е безжалостна. Сенатът и университетът са сринати, всички автономни права, които градът е имал още от римско време – отнети. Месина, с население от 120 000 души, сега бавно запада и става второстепенен град.